# إيبرل شولتز
إيبرل شولتز (بالإنجليزية: Eberle Hynson Schultz) هو لاعب كرة قدم أمريكية أمريكي، ولد في 23 ديسمبر 1917 في يوجين في الولايات المتحدة، وتوفي في 20 مايو 2002 في يوريكا في الولايات المتحدة.

## وصلات خارجية
- إيبرل شولتز على موقع مرجع كرة القدم المحترفة.كوم (الإنجليزية)